# Красно градище
Красно градище е село в Северна България. То се намира в община Сухиндол, област Велико Търново.

## География
Селото е разположено по поречието на река Росица и на 7 километра от яз. Александър Стамболийски. Смесена растителност от иглолистни и широколистни гори го прави уникално за този район. Влажният въздух и обилното количество вода наоколо са предпоставка за наличието на буйна растителност и плодородна почва.

## История
Според Васил Миков съвременното име на селото е превод на средновековния гръцки топоним Калакастро, използван за назоваване на някогашен местен обект – селище или укрепление.

## Културни и природни забележителности
Река Росица, яз. Ал. Стамболийски, пещери и местността Калето.

## Личности
- Руси Мирчев - Таньов четник, убит близо до селото на 22 юли 1876.